# HAPPY HAPPY
〈HAPPY HAPPY〉(해피 해피, ハッピーハッピー)는 대한민국의 걸 그룹 트와이스의 일본에서의 네 번째 싱글이다. 2019년 7월 17일에 워너 뮤직 재팬에 의해서 발매했다.

## 발매 배경
2019년 4월 6일, 《TWICE DOME TOUR "#Dreamday"》의 파이널 공연에서 본 싱글의 발매와 코카콜라사의 쿠우의 광고 출연을 발표했다.

## 프로모션
본 싱글로 7월 29일에 마쿠하리 멧세, 7월 31일에 인텍스 오사카에서 하이터치회를 개최했다.